# Matchstick Men
Matchstick Men er en amerikansk dramafilm fra 2003 instrueret og produceret af Ridley Scott og er baseret på romanen af samme navn af Eric Garcia. Filmen har bl.a. Nicolas Cage, Sam Rockwell og Alison Lohman på rollelisten.

## Medvirkende
- Nicolas Cage – Roy Waller
- Sam Rockwell – Frank Mercer
- Alison Lohman – Angela
- Bruce Altman – Dr. Harris Klein
- Bruce McGill – Chuck Frechette
- Sheila Kelley – Kathy
- Beth Grant – Laundry Lady
- Jenny O'Hara – Mrs. Schaffer
- Steve Eastin – Mr. Schaffer
- Melora Walters – Heather

## Ekstern henvisning
- Matchstick Men på Internet Movie Database (engelsk)
- Matchstick Men på Filmdatabasen
- Matchstick Men på Scope
- Matchstick Men i Svensk Filmdatabas (svensk)
- Matchstick Men på AlloCiné (fransk)
- Matchstick Men på MovieMeter (nederlandsk)
- Matchstick Men på AllMovie (engelsk)
- Matchstick Men hos American Film Institute (engelsk)
- Matchstick Men på Turner Classic Movies (engelsk)
- Matchstick Men på The Movie Database (engelsk)

1. ↑  Navnet er anført på bokmål og stammer fra Wikidata hvor navnet endnu ikke findes på dansk.